# Cortes do Reino de Valência
As Cortes do Reino de Valência ou Corts eram a assembleia representativa dos três estamentos do Reino de Valência — eclesiástico, militar ou nobre, e real — juntamente com o rei, a quem cabia convocá-las e definir o local e data da celebração. Inicialmente, sua função era zelar pelo «bom estado e reforma do reino», como afirmou Jaime II em 1301-1302, mas a partir de meados do século XIV, a prioridade passou a ser atender às necessidades de fundos extraordinários da monarquia para enfrentar o crônico déficit da fazenda real.
Diferentemente das Cortes de Castela na Idade Moderna, que atuavam apenas como órgão consultivo, as Cortes do Reino de Valência, assim como as do Principado da Catalunha e as do Reino de Aragão, tinham caráter normativo, uma vez que seus acordos possuíam força de lei, como contratos que o rei não podia revogar. Esse modelo de relação entre a Coroa e os vassalos ficou conhecido como Pactismo.

## Origem
As Corts originaram-se da antiga curia regis, a corte do rei, frequentada pela alta nobreza e alto clero que aconselhavam o monarca na administração do reino. A curia regis ordinária, que assistia diariamente o rei, tornou-se o Conselho Real, enquanto a curia regis extraordinária, que reunia todos os nobres e prelados, transformou-se nas Cortes com a inclusão dos representantes das cidades e vilas reais, criando a «representação institucionalizada dos três estamentos característicos da sociedade medieval e sua organização em três braços (braços): o militar ou nobre, o eclesiástico e o real».

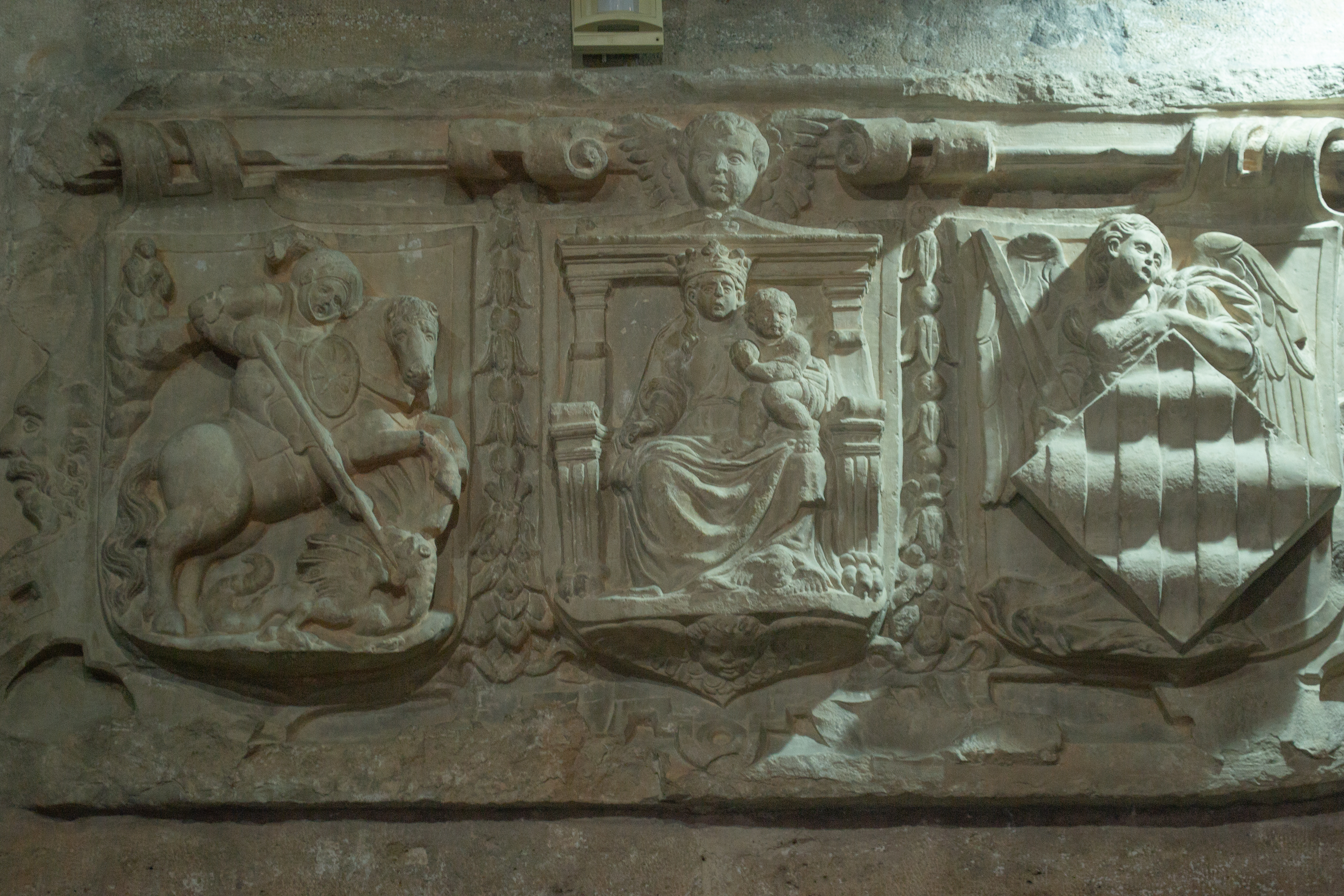
Baixo-relevo no Palau de la Generalitat com os emblemas de cada um dos três braços das Corts. Da esquerda para a direita: São Jorge, do braço militar ou nobre; a Virgem Maria com o Menino, do eclesiástico; e o Anjo Custódio com o escudo das quatro barras, do real.

O interesse da Coroa em incluir representantes das cidades e vilas reais na curia regis extraordinária foi tanto econômico como político, conforme aponta Antoni Furió: «Os reis confiavam na capacidade econômica das cidades para suprir as necessidades financeiras da Coroa — motivo imediato para a convocação das corts — e o desenvolvimento político e militar dessas cidades deslocava a gestão político-administrativa da monarquia, antes apoiada na nobreza e no alto clero».
Há debate sobre quando ocorreram as primeiras Corts. Alguns historiadores situam em 1283, mas segundo Antoni Furió, elas devem ser fixadas em 1261, quando Jaime I reuniu em Valência os três estamentos para aprovar a extensão do código legal da cidade, o Costum, a todo o reino — a partir de então conhecido como Furs. O precedente mais remoto foi em 1239, um ano após a conquista de Valência, quando uma assembleia de nobres, bispos e ciutadans aprovou o Costum da cidade de Valência.
Nas Corts de 1261, Jaime I determinou para seus sucessores a obrigação de celebrar Cortes gerais em Valência no início de cada reinado. Essa norma foi reiterada em 1271 e, posteriormente, Pedro III o Grande restringiu a convocação das Cortes ao primeiro mês de cada reinado. Em 1302, Jaime II fixou a obrigatoriedade de sua realização a cada três anos. Mais tarde, Pedro o Cerimonioso confirmou esse triénio nas Cortes de Valência de 1336, marcando a data de 1º de novembro (Dia de Todos os Santos).

## Composição
O número de representantes de cada estamento variou ao longo do tempo. O braço militar — formado por nobres, cavallers i generosos— cresceu até superar 300 membros no século XVII. O braço eclesiástico alcançou 19 membros nas últimas Cortes, em 1645. O braço real incluía sempre a cidade de Valência e outras frequentes como Játiva, Alzira, Burriana, Morella e Alpuente.
Nas Cortes de 1329 alcançou-se uma representação territorial completa do reino. Em 1510, compareceram representantes de cidades e vilas reais como Ademuz, Alicante, Alcoi, Alpuente, Alzira, Biar, Bocairente, Burriana, Castellón de la Plana, Cullera, Morella, Orihuela, Peñíscola, Xàtiva e Xixona.

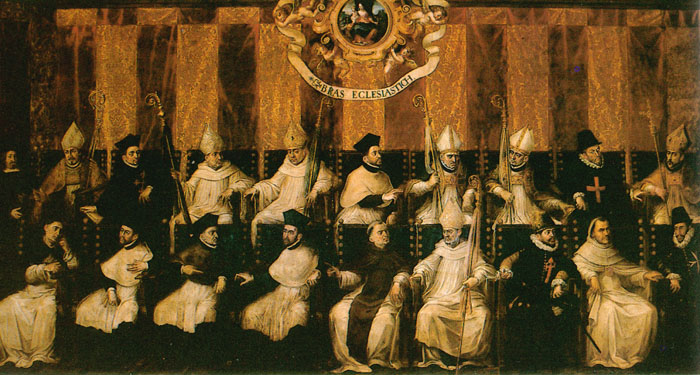
Braço eclesiástico na Sala de Corts (Palau de la Generalitat, pintura de Vicente Requena o Jovem, 1592-1593)
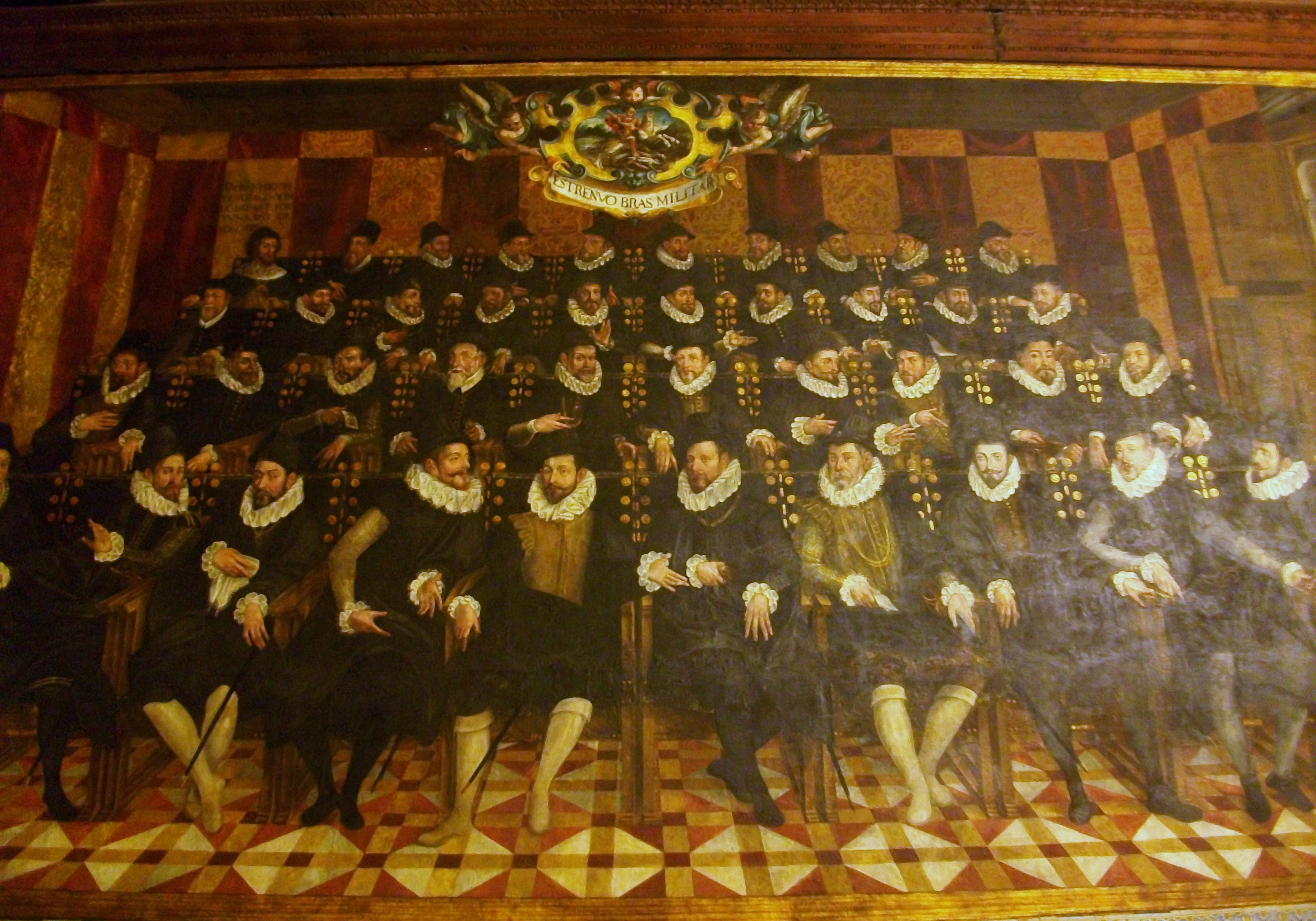
Braço militar ou nobre (pintura de Francesco Pozzo, 1592)
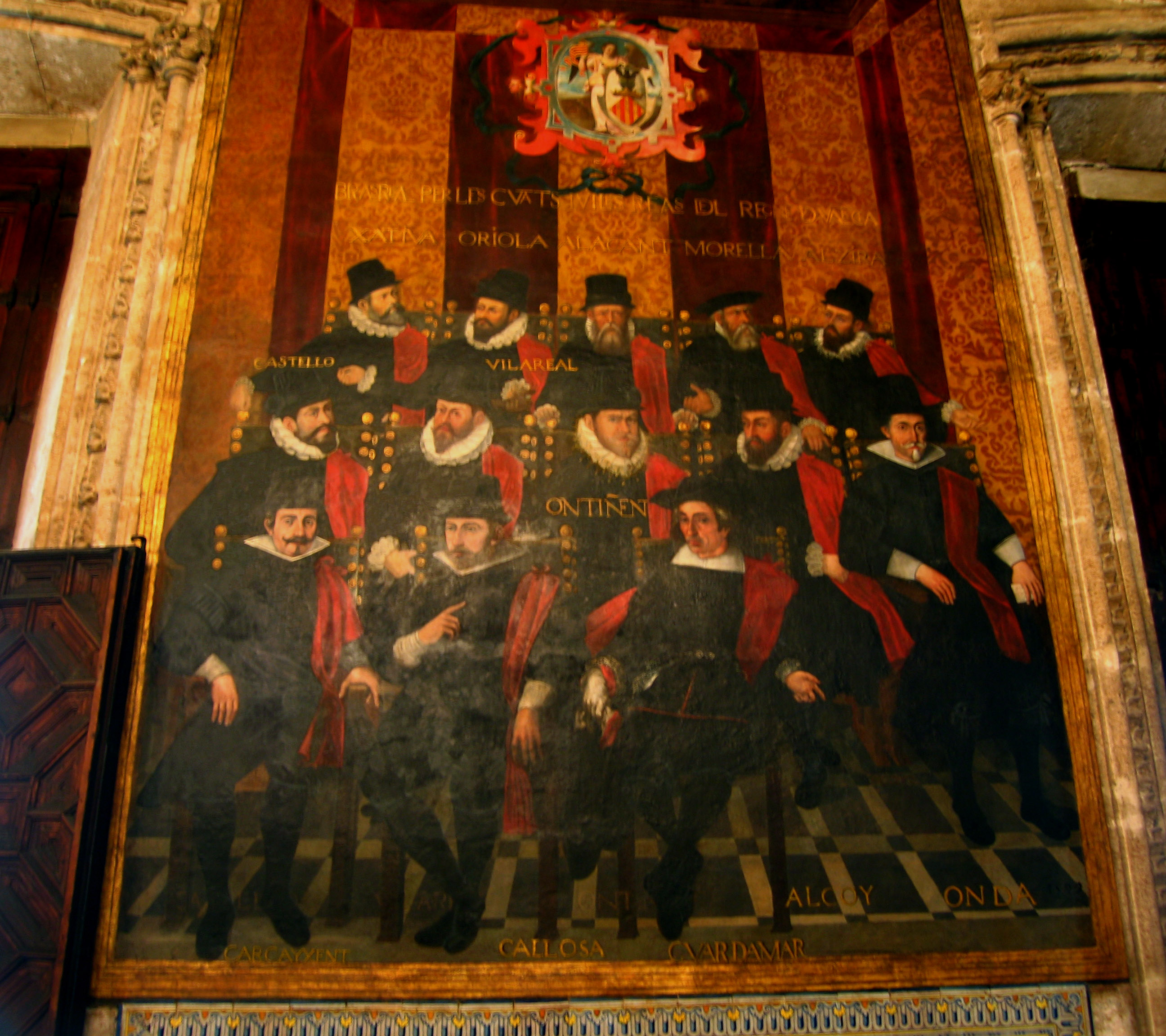
Vilas e cidades de primeira categoria do braço real (pintura de Vicente Mestre, 1592)
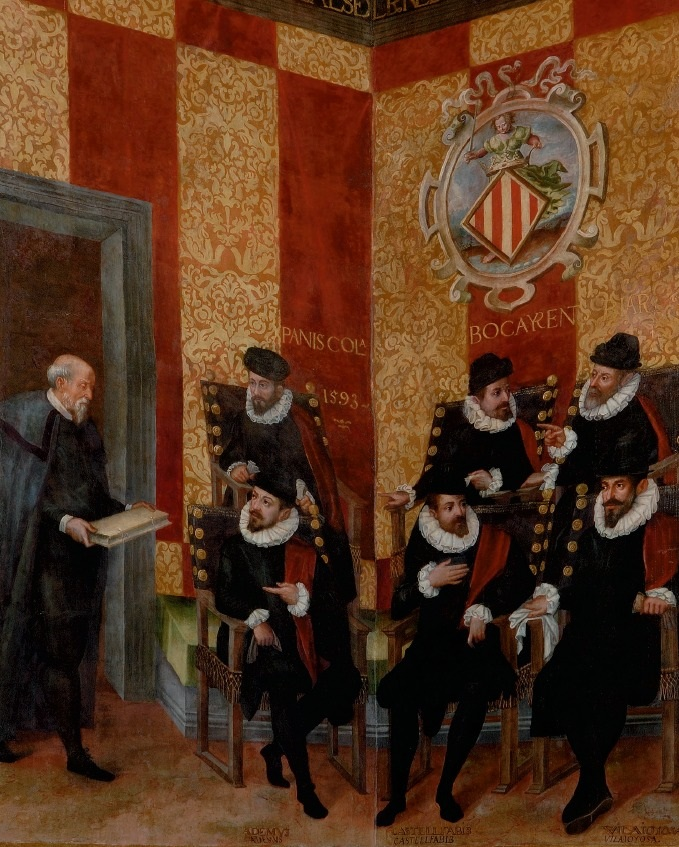
Vilas de segunda categoria do braço real (pintura de Lluís Mata e Sebastià Saïdia, 1593)

## Funcionamento e competências
As Corts reuniam-se preferencialmente em Valência, mas também em Sant Mateu, Alzira, Morella e Sagunto (então chamada Morvedre). Quando coincidia com as Cortes dos outros reinos da Coroa de Aragão, reuniam-se em Monzón.
As sessões começavam com o discurso do rei expondo a situação do reino e suas demandas aos braços. Cada braço nomeava porta-vozes para negociar com os oficiais reais. Após atender as reclamações de contrafurs e greuges (queixas), votava-se o servei ou donatiu (imposto extraordinário). As leis aprovadas tornavam-se os Furs (se aprovadas pelos três braços e o rei) ou actes de cort (se apoiadas por um ou dois braços com o rei).

## Fim das Cortes
Durante a Guerra de Sucessão Espanhola, Filipe V promulgou em 1707 o Decreto de Nova Planta, extinguindo o Reino de Valência, suas Cortes e o direito foral valenciano.